# Richard Anconina
Richard Anconina, né le 28 janvier 1953 à Paris 18e (Seine), est un acteur français.

## Biographie

### Jeunesse & débuts
Richard Joseph Maurice Anconina naît le 28 janvier 1953 à Paris 18e, Seine), dans une famille juive séfarade immigrée du Maroc mais avec des origines ancestrales en Espagne. Ses parents sont restaurateurs. Il quitte l'école après un CAP d'électrotechnicien et enchaîne alors les petits boulots : agent hospitalier, chauffeur-livreur et animateur de maisons de retraite où il raconte des histoires et prend de l'assurance en montant sur scène, ce qui lui donne envie de devenir acteur.

### Carrière
En 1977, il fait sa première apparition sur les écrans dans Comment se faire réformer. L'année suivante, il obtient un rôle dans le spectacle musical Notre-Dame de Paris, mis en scène par Robert Hossein. En 1983, il joue le rôle de Bensoussan dans Tchao Pantin, pour lequel il reçoit l'année suivante le César du meilleur acteur dans un second rôle et celui du meilleur jeune espoir masculin. Il joue avec Catherine Deneuve et Christophe Lambert dans Paroles et Musique en 1984, le duo Anconina - Lambert y forme un duo de chanteurs. Il est à nouveau nommé aux Césars en 1989 pour sa prestation dans Itinéraire d'un enfant gâté de Claude Lelouch. En 1991, il joue dans Le Petit Criminel de Jacques Doillon, prix Louis-Delluc.
Il renoue avec le succès en 1997 grâce à son rôle dans La Vérité si je mens !.
En 2002, il est membre du jury au festival du cinéma américain de Deauville. Le film Camping 2, sorti le 21 avril 2010, tourné dans la région d'Arcachon, et le téléfilm Panique !, diffusé le 13 mai 2010 sur TF1, marquent son retour au cinéma et à la télévision. Il est promu commandeur dans l'ordre des Arts et des Lettres le 23 juillet 2010.
En 2021 et 2022, il joue dans la pièce de théâtre Coupable au théâtre Marigny et en tournée dans toute la France.

## Filmographie

### Cinéma
Sauf indication contraire, les informations mentionnées dans cette section peuvent être confirmées par la base de données cinématographiques IMDb,  présente dans la section « Liens externes ».
- 1978 : Comment se faire réformer de Philippe Clair : Benhimol Lévy
- 1978 : Les réformés se portent bien de Philippe Clair : Benhimol Lévy
- 1979 : Démons de midi de Christian Paureilhe
- 1980 : Le Bar du téléphone de Claude Barrois : Boum-Boum
- 1980 : Inspecteur la Bavure de Claude Zidi : Philou
- 1981 : Asphalte de Denis Amar : un pilleur
- 1981 : La Provinciale de Claude Goretta
- 1981 : Une robe noire pour un tueur de José Giovanni : un jeune drogué
- 1981 : Le Choix des armes d'Alain Corneau : Dany
- 1983 : Le Battant d'Alain Delon : Samatan
- 1983 : Cap Canaille de Juliet Berto : Mayolles
- 1983 : Le Jeune Marié de Bernard Stora : Baptiste
- 1983 : Une pierre dans la bouche de Jean-Louis Leconte : Marc
- 1983 : Tchao Pantin de Claude Berri : Bensoussan
- 1984 : L'Intrus d'Irène Jouannet : Gilles
- 1984 : Paroles et Musique d'Élie Chouraqui : Michel
- 1985 : Partir, revenir de Claude Lelouch : Vincent Rivière
- 1985 : Police de Maurice Pialat : Lambert
- 1986 : Zone Rouge de Robert Enrico : Jeff Montelier
- 1986 : Le Môme d'Alain Corneau : Willie
- 1987 : Lévy et Goliath de Gérard Oury : Moïse Levy
- 1988 : Se lo scopre Gargiulo d'Elvio Porta : Ferdinando
- 1988 : Envoyez les violons de Roger Andrieux : Frédéric Segal
- 1988 : Itinéraire d'un enfant gâté de Claude Lelouch : Albert Duvivier
- 1990 : Miss Missouri d'Élie Chouraqui : Nathan Leven
- 1990 : Le Petit Criminel de Jacques Doillon : Gérard
- 1991 : À quoi tu penses-tu ? de Didier Kaminka : Pierre
- 1994 : Coma de Denys Granier-Deferre : Julien
- 1996 : Hercule et Sherlock de Jeannot Szwarc : Bruno
- 1997 : La Vérité si je mens ! de Thomas Gilou : Eddie Vuibert
- 2000 : Six-Pack d'Alain Berbérian : Nathan
- 2001 : La Vérité si je mens ! 2 de Thomas Gilou : Eddie Vuibert
- 2002 : Gangsters d'Olivier Marchal : Franck Chaïevski
- 2004 : Alive de Frédéric Berthe : Alex Meyer
- 2007 : Dans les cordes de Magaly Richard-Serrano : Joseph
- 2010 : Camping 2 de Fabien Onteniente : Jean-Pierre Savelli
- 2012 : La Vérité si je mens ! 3 de Thomas Gilou : Eddie Vuibert
- 2012 : Stars 80 de Frédéric Forestier : Vincent Richet
- 2017 : Stars 80, la suite de Thomas Langmann : Vincent Richet

### Télévision
- 1980 : Médecins de nuit de Bruno Gantillon : Rico (épisode : Légitime Défense)
- 1980 : Les Héritiers (série télévisée) : On ne meurt que deux fois de Philippe Monnier : Pierrot
- 1981 : L'Arme au bleu de Maurice Frydland : Bakouche
- 1992 : La Place du père de Laurent Heynemann : Vincent
- 1994 : Fortitude de Waris Hussein : Paul Lemaire
- 1997 : Les Héritiers de Josée Dayan : Nick Savona
- 2009 : Myster Mocky présente de Jean-Pierre Mocky : ? (1 épisode)
- 2009 : Panique ! de Benoît d'Aubert : François
- 2016 : La Loi de Christophe de Jacques Malaterre : Christophe
- 2020 : Un mauvais garçon de Xavier Durringer : Benoît Delage

### Doublage

#### Cinéma

##### Films d'animation
- 2008 : Volt, star malgré lui : Volt[6]

## Théâtre
- 1982 : L’étrangleur s’excite, d’Éric Naggar avec Jean-Pierre Marielle, mise en scène par Jean Rochefort.
- 2021 : Coupable, de Gustave Möller et Emil Nygaard Albertsen, mise en scène par Jérémie Lippmann.

## Meilleures entrées

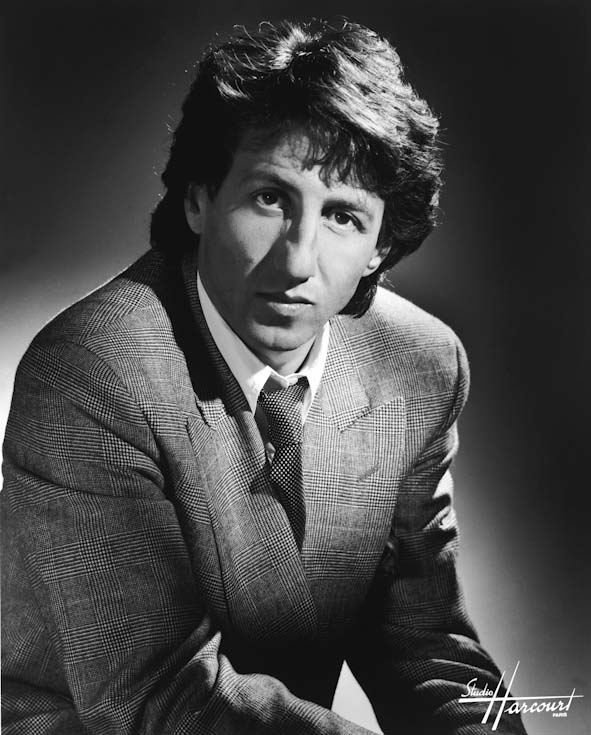
Richard Anconina photographié en 1980 par le Studio Harcourt.

|    | Film                        | Réalisateur                           | Année | Entrées France |
| 1  | La Vérité si je mens ! 2    | Thomas Gilou                          | 2001  | 7 469 664      |
| 2  | La Vérité si je mens !      | Thomas Gilou                          | 1997  | 4 899 862      |
| 3  | La Vérité si je mens ! 3    | Thomas Gilou                          | 2012  | 4 613 791      |
| 4  | Camping 2                   | Fabien Onteniente                     | 2010  | 3 978 577      |
| 5  | Tchao Pantin                | Claude Berri                          | 1983  | 3 829 139      |
| 6  | Inspecteur la Bavure        | Claude Zidi                           | 1980  | 3 697 576      |
| 7  | Itinéraire d'un enfant gâté | Claude Lelouch                        | 1988  | 3 254 397      |
| 8  | Lévy et Goliath             | Gérard Oury                           | 1987  | 2 166 907      |
| 9  | Le Battant                  | Alain Delon                           | 1983  | 1 935 094      |
| 10 | Stars 80                    | Frédéric Forestier et Thomas Langmann | 2012  | 1 866 509      |
| 11 | Police                      | Maurice Pialat                        | 1985  | 1 830 970      |
| 12 | Le Choix des armes          | Alain Corneau                         | 1981  | 1 787 299      |
| 13 | Paroles et Musique          | Élie Chouraqui                        | 1984  | 1 654 425      |

## Distinctions

### Récompenses
- César 1984 : 
  - César du meilleur acteur dans un second rôle pour Tchao Pantin
  - César du meilleur espoir masculin pour Tchao Pantin
- Festival international du film de Chicago 1988 : Grand prix d'interprétation pour Itinéraire d'un enfant gâté

### Nomination
- César 1989 :  César du meilleur acteur pour Itinéraire d'un enfant gâté

### Décorations
- Commandeur de l'ordre des Arts et des Lettres (2010)[7]